# The Wretched Spawn
The Wretched Spawn – album studyjny amerykańskiej grupy deathmetalowej Cannibal Corpse. Wydany został w 2004 roku nakładem Metal Blade Records. Do albumu została dołączona płyta DVD dokumentująca proces realizacji nagrań.

## Lista utworów
Opracowano na podstawie materiału źródłowego.
| Nr  | Tytuł utworu                | Słowa             | Muzyka       | Długość |
| --- | --------------------------- | ----------------- | ------------ | ------- |
| 1.  | „Severed Head Stoning”      | Alex Webster      | Pat O’Brien  | 1:45    |
| 2.  | „Psychotic Precision”       | Paul Mazurkiewicz | Pat O’Brien  | 2:56    |
| 3.  | „Decency Defied”            | Jack Owen         | Jack Owen    | 2:59    |
| 4.  | „Frantic Disembowelment”    | Paul Mazurkiewicz | Pat O’Brien  | 2:50    |
| 5.  | „The Wretched Spawn”        | Alex Webster      | Alex Webster | 4:09    |
| 6.  | „Cyanide Assassin”          | Alex Webster      | Alex Webster | 3:11    |
| 7.  | „Festering in the Crypt”    | Jack Owen         | Jack Owen    | 4:38    |
| 8.  | „Nothing Left to Mutilate”  | Jack Owen         | Jack Owen    | 3:49    |
| 9.  | „Blunt Force Castration”    | Paul Mazurkiewicz | Pat O’Brien  | 3:27    |
| 10. | „Rotted Body Landslide”     | Alex Webster      | Alex Webster | 3:24    |
| 11. | „Slain”                     | Jack Owen         | Jack Owen    | 3:32    |
| 12. | „Bent Backwards and Broken” | Alex Webster      | Alex Webster | 2:58    |
| 13. | „They Deserve to Die”       | Alex Webster      | Alex Webster | 4:43    |
|     |                             |                   |              | 44:21   |

## Twórcy
Opracowano na podstawie materiału źródłowego.

- George "Corpsegrinder" Fisher - śpiew
- Jack Owen - gitara rytmiczna, gitara prowadząca
- Pat O’Brien - gitara rytmiczna, gitara prowadząca
- Alex Webster - gitara basowa
- Paul Mazurkiewicz - perkusja
- Neil Kernon - miksowanie, produkcja muzyczna
- Justin Leeah - inżynieria dźwięku, operator kamery
- Tony Rancich - reżyseria (DVD)
- Austin Rhodes - operator kamery, edycja
- Nick Sahakian - produkcja muzyczna (DVD)
- Alex Solca - zdjęcia
- Brad Vance - mastering
- Brian J. Ames - oprawa graficzna
- Vincent Locke - oprawa graficzna